# Rumäniens damlandslag i volleyboll
Rumäniens damlandslag i volleyboll (rumänska: Echipa națională de volei feminin a României) representerar Rumänien i volleyboll på damsidan. Laget har deltag i två OS (1964 och 1980) och sju VM (där de som bäst blivit två, vilket de blev 1956). De har deltagit i EM ett stort antal gånger och som bäst blivit trea (1963). Över tid har laget generellt tappat i konkurrenskraft, från att ha tillhört världseliten i de tidiga mästerskapen till att inte ha deltagit i VM sedan 2002 och inte ha nått kvartsfinal i EM sedan 2003.

### Fotnoter
1. ↑  ”1949 Senior European Championships” (på engelska). Confédération Européenne de Volleyball. https://www-old.cev.eu/Competition-Area/competition.aspx?ID=293&PID=616. Läst 27 februari 2023.
2. ↑  ”1950 Senior European Championships” (på engelska). Confédération Européenne de Volleyball. https://www-old.cev.eu/Competition-Area/competition.aspx?ID=294&PID=617. Läst 27 februari 2023.
3. ↑  Todor Krastev. ”Women Volleyball I World Championship 1952 Moskva (URS) - 17-29.08 Dinamo Stadium - Winner Soviet Union” (på engelska). http://www.todor66.com/volleyball/World/Women_1952.html. Läst 29 juni 2024.
4. ↑  ”Volleyball - Women's World Championship 1952 - Calendar & Results” (på engelska). Les-Sports.info. https://www.the-sports.org/volleyball-1952-women-s-world-championship-epr22660.html. Läst 29 juni 2024.
5. ↑  ”1955 Senior European Championships” (på engelska). Confédération Européenne de Volleyball. https://www-old.cev.eu/Competition-Area/competition.aspx?ID=296&PID=619. Läst 27 februari 2023.
6. ↑  Todor Krastev. ”Women Volleyball II World Championship 1956 Paris (FRA) 30.08-12.09 Winner Soviet Union” (på engelska). http://www.todor66.com/volleyball/World/Women_1956.html. Läst 29 juni 2024.
7. ↑  ”Volleyball - Women's World Championship 1956 - Calendar & Results” (på engelska). Les-Sports.info. https://www.the-sports.org/volleyball-1956-women-s-world-championship-epr22662.html. Läst 29 juni 2024.
8. ↑  ”1958 Senior European Championships” (på engelska). Confédération Européenne de Volleyball. https://www-old.cev.eu/Competition-Area/competition.aspx?ID=297&PID=620. Läst 27 februari 2023.
9. ↑  Todor Krastev. ”Women Volleyball IV World Championship 1962 Moscow (URS) 13-25.10 Winner Japan” (på engelska). http://www.todor66.com/volleyball/World/Women_1962.html. Läst 29 juni 2024.
10. ↑  ”Volleyball - Women's World Championship 1962 - Calendar & Results” (på engelska). Les-Sports.info. https://www.the-sports.org/volleyball-1962-women-s-world-championship-epr22676.html. Läst 29 juni 2024.
11. ↑  ”1963 Senior European Championships” (på engelska). Confédération Européenne de Volleyball. https://www-old.cev.eu/Competition-Area/competition.aspx?ID=298&PID=621. Läst 27 februari 2023.
12. ↑  ”Olympedia”. https://www.olympedia.org/results/37048.
13. ↑  ”1967 Senior European Championships” (på engelska). Confédération Européenne de Volleyball. https://www-old.cev.eu/Competition-Area/competition.aspx?ID=299&PID=622. Läst 26 februari 2023.
14. ↑  ”1971 Senior European Championships” (på engelska). Confédération Européenne de Volleyball. https://www-old.cev.eu/Competition-Area/competition.aspx?ID=300&PID=623. Läst 26 februari 2023.
15. ↑  ”1974/1975 Senior European Championships” (på engelska). Confédération Européenne de Volleyball. https://www-old.cev.eu/Competition-Area/competition.aspx?ID=301&PID=624. Läst 26 februari 2023.
16. ↑  ”1976/1977 Senior European Championships” (på engelska). Confédération Européenne de Volleyball. https://www-old.cev.eu/Competition-Area/competition.aspx?ID=302&PID=626. Läst 26 februari 2023.
17. ↑  ”1978/1979 Senior European Championships” (på engelska). Confédération Européenne de Volleyball. https://www-old.cev.eu/Competition-Area/competition.aspx?ID=303&PID=627. Läst 26 februari 2023.
18. ↑  ”Olympedia”. https://www.olympedia.org/results/37314.
19. ↑  ”1980/1981 Senior European Championships” (på engelska). Confédération Européenne de Volleyball. https://www-old.cev.eu/Competition-Area/competition.aspx?ID=304&PID=628. Läst 26 februari 2023.
20. ↑  ”1982/1983 Senior European Championships” (på engelska). Confédération Européenne de Volleyball. https://www-old.cev.eu/Competition-Area/competition.aspx?ID=305&PID=629. Läst 26 februari 2023.
21. ↑  ”1984/1985 Senior European Championships” (på engelska). Confédération Européenne de Volleyball. https://www-old.cev.eu/Competition-Area/competition.aspx?ID=306&PID=630. Läst 26 februari 2023.
22. ↑  ”1986/1987 Senior European Championships” (på engelska). Confédération Européenne de Volleyball. https://www-old.cev.eu/Competition-Area/competition.aspx?ID=307&PID=632. Läst 26 februari 2023.
23. ↑  ”1988/1989 Senior European Championships” (på engelska). Confédération Européenne de Volleyball. https://www-old.cev.eu/Competition-Area/competition.aspx?ID=308&PID=634. Läst 26 februari 2023.
24. ↑  ”1990/1991 Senior European Championships” (på engelska). Confédération Européenne de Volleyball. https://www-old.cev.eu/Competition-Area/competition.aspx?ID=292&PID=615. Läst 26 februari 2023.
25. ↑  ”1992/1993 Senior European Championships” (på engelska). Confédération Européenne de Volleyball. https://www-old.cev.eu/Competition-Area/CompetitionStandings.aspx?ID=309. Läst 26 februari 2023.
26. 1 2  ”HISTORY” (på engelska). Fédération Luxembourgeoise de Volleyball. https://novotelcup.lu/home/history. Läst 12 november 2023.
27. ↑  ”1996/1997 Senior European Championships” (på engelska). Confédération Européenne de Volleyball. https://www-old.cev.eu/Competition-Area/CompetitionStandings.aspx?ID=364. Läst 26 februari 2023.
28. ↑  ”1998/1999 Senior European Championships” (på engelska). Confédération Européenne de Volleyball. https://www-old.cev.eu/Competition-Area/CompetitionView.aspx?ID=41. Läst 26 februari 2023.
29. ↑  ”2000/2001 Senior European Championships” (på engelska). Confédération Européenne de Volleyball. https://www-old.cev.eu/Competition-Area/competition.aspx?ID=51&PID=-2. Läst 26 februari 2023.
30. ↑  ”Women's World Championship 2002 - Final Standings” (på engelska). Fédération Internationale de Volleyball. http://www.fivb.org/En/Volleyball/Competitions/WorldChampionships/Women/2002/Standings/Final_Standings.asp. Läst 2 mars 2023.
31. ↑  ”2002/2003 Senior European Championships” (på engelska). Confédération Européenne de Volleyball. https://www-old.cev.eu/Competition-Area/competition.aspx?ID=102&PID=-2. Läst 26 februari 2023.
32. ↑  ”2004/2005 European Championships” (på engelska). Confédération Européenne de Volleyball. https://www-old.cev.eu/Competition-Area/competition.aspx?ID=144&PID=-2. Läst 24 oktober 2022.
33. ↑  ”2009 European League” (på engelska). Confédération Européenne de Volleyball. https://www-old.cev.eu/Competition-Area/competition.aspx?ID=442&PID=-2. Läst 21 mars 2023.
34. ↑  ”2010 CEV European League - Women” (på engelska). Confédération Européenne de Volleyball. https://www-old.cev.eu/Competition-Area/competition.aspx?ID=18&PID=-2. Läst 21 mars 2023.
35. ↑  ”2011 CEV Volleyball European League - Women” (på engelska). Confédération Européenne de Volleyball. https://www-old.cev.eu/Competition-Area/competition.aspx?ID=545&PID=-2. Läst 21 mars 2023.
36. ↑  ”2011 CEV Volleyball European Championship” (på engelska). Confédération Européenne de Volleyball. https://www-old.cev.eu/Competition-Area/competition.aspx?ID=15&PID=-2. Läst 24 oktober 2022.
37. ↑  ”2012 CEV Volleyball European League - Women” (på engelska). Confédération Européenne de Volleyball. https://www-old.cev.eu/Competition-Area/competition.aspx?ID=564&PID=-2. Läst 21 mars 2023.
38. ↑  ”2013 CEV Volleyball European League - Women” (på engelska). Confédération Européenne de Volleyball. https://www-old.cev.eu/Competition-Area/Competition.aspx?ID=598&PID=-2. Läst 29 juni 2024.
39. ↑  ”Baku 2015 European Games - Women” (på engelska). Confédération Européenne de Volleyball. https://www-old.cev.eu/Competition-Area/Competition.aspx?ID=760&PID=-2. Läst 29 juni 2024.
40. ↑  ”2015 CEV Volleyball European Championship - Women” (på engelska). Confédération Européenne de Volleyball. https://www-old.cev.eu/Competition-Area/competition.aspx?ID=701&PID=-2. Läst 13 oktober 2022.
41. ↑  ”2016 CEV Volleyball European League - Women” (på engelska). Confédération Européenne de Volleyball. https://www-old.cev.eu/Competition-Area/competition.aspx?ID=940&PID=-2. Läst 21 mars 2023.
42. ↑  ”2019 CEV Volleyball European Silver League - Women” (på engelska). Confédération Européenne de Volleyball. https://www-old.cev.eu/Competition-Area/competition.aspx?ID=1159&PID=-2. Läst 23 oktober 2022.
43. ↑  ”CEV EuroVolley 2019  -  Women” (på engelska). Confédération Européenne de Volleyball. https://www-old.cev.eu/Competition-Area/competition.aspx?ID=1053&PID=-2. Läst 10 september 2022.
44. ↑  ”CEV Volleyball European Golden League 2021  -  Women” (på engelska). Confédération Européenne de Volleyball. https://www-old.cev.eu/Competition-Area/competition.aspx?ID=1296&PID=-2. Läst 29 oktober 2022.
45. ↑  ”CEV EuroVolley 2019  -  Women” (på engelska). Confédération Européenne de Volleyball. https://www-old.cev.eu/Competition-Area/MatchPage.aspx?mID=46321&ID=1248&CID=7808&PID=1993. Läst 26 maj 2022.
46. ↑  ”CEV Volleyball European Golden League 2022  -  Women - Competition Final Standing” (på engelska). Confédération Européenne de Volleyball. https://www-old.cev.eu/Competition-Area/competition.aspx?ID=1379&PID=-2. Läst 5 juli 2023.
47. ↑  ”European League” (på engelska). Confédération Européenne de Volleyball. https://www.cev.eu/national-team/european-league/2023/european-golden-league/women. Läst 10 juli 2023.
48. ↑  ”Women  -  EuroVolley” (på engelska). Confédération Européenne de Volleyball. https://eurovolley.cev.eu/en/2023/women/#final-standing. Läst 10 september 2023.
49. ↑  ”2024 Volleyball European Golden League  -  Women” (på engelska). Confédération Européenne de Volleyball. https://www.cev.eu/national-team/european-leagues/european-golden-league/women/2024/. Läst 16 juni 2024.